# Moon Dae-sung
Dans ce nom coréen, le nom de famille, Moon, précède le nom personnel.
Pour les articles homonymes, voir Moon.
Moon Dae-sung, né le 3 septembre 1976 à Incheon, est un taekwondoïste sud-coréen. Il a obtenu la médaille d'or lors des Jeux olympiques d'été de 2004 dans la catégorie des plus de 80 kg. En finale, il a battu le grec Alexandros Nikolaidis, en le mettant K.O avec un reverse roundhouse-kick
En 1999, Moon a décroché la médaille d'or lors des Championnats du monde disputés à Edmonton.
En août 2008, il a été élu membre du Comité international olympique lors de la cent-vingtième session du CIO.